# Wijkpark Transvaal
Het wijkpark Transvaal is een park in het Transvaalkwartier te Den Haag. Het park ligt tussen de Schalk Burgerstraat,  de Paul Krugerlaan / Delftselaan, de Heemstraat en het Hobbemaplein en daarmee nabij De Haagse Markt.  

## Geschiedenis
Het park is in zijn huidige omvang geopend op 18 juni 2005.
In 1984 is in het kader van de stadvernieuwing besloten tot de aanleg van een park in Transvaal. De eerste plannen voor het slopen van woningen om het wijkpark te realiseren dateren uit 1989. In 1999 is het uitbreidingsplan inclusief nieuwbouw rond het park opgesteld. Na de uitbreiding is het park drie keer zo groot als daarvoor en loopt het van de Haagse Markt tot en met stadsboerderij de Woelige Stal[dode link].
In februari 2022 is geld gereserveerd om het park te vergroenen.

## Externe verwijzingen
- Zie www.wijkpark.nl voor activiteiten in het park.
- Het stedelijk geheugen van Transvaal en de Schilderswijk Manoe Ruhé, TUE 2011
- Enkele impressies van de Haagse stadsvernieuwing uit de jaren tachtig van de vorige eeuw (2) Joost Blasweiler, november 2012, gearchiveerd 2021-10-18 - Dit artikel bevat een aantal foto's van het sloopgebied.